# Kokriging
Kokriging predstavlja snažnu nadogradnju geostatističkih metoda kriginga. Kriging koristi prostornu korelaciju na skupu prostorno raspršenih kontrolnih točaka. Kokriging računa korelaciju između primarne varijable i zavisne sekundarne varijable. Smatra se kako je sekundarna varijabla gušće uzorkovana nego li primarna, a u isto vrijeme u određenoj zavisnosti s primarnom varijablom. Stoga može pomoći i poboljšati njezinu procjenu.
Značajnost ili jakost veze primarne i sekundarne varijable najčešće se računa korelacijom, bilo linearnom (Pearsonov koeficijent) ili nelinearnom koeficijenti ranka, npr. (Spearmanov). 
Sekundarna varijabla često se naziva i sekundarni atribut, zahvaljujući činjenici da je upotreba kokriginga vrlo raširena u naftnoj geologiji. U tom području geologije kao sekundarna varijabla koristi se seizmički atribut poput amplitude, frekvencije ili faze, često pružajući dodatne i korisne informacije o poroznosti, zasićenju i drugim parametrima izmjerenim primarno na bušotini.